# Legenda (film 2005)
Legenda – polski horror z 2005 roku w reżyserii Mariusza Pujszy.

## Obsada
- Michał Anioł jako dozorca
- Magdalena Modra jako Agata
- Agata Dratwa jako Grażyna
- Joanna Liszowska jako Lucyna
- Agnieszka Kawiorska jako Andżelika
- Andrzej Nejman jako Marek, narzeczony Andżeliki
- Sylwia Kaczmarek jako Ania
- Agata Gawrońska jako Ania; głos
- Roksana Krzemińska jako Beata

oraz
- Artur Niedźwiedzki jako striptizer
- Rafał Chabasiński jako Andrzej
- Bartosz Jodłowski jako mężczyzna
- Piotr Wójcik jako Maciek
- Consuella Pujszo jako księżna Elżbieta
- Natalia Pujszo jako dziewczynka
- Inga Sobucka jako jeździec
- Łukasz Szczepański, Bartłomiej Szczepański, Piotr Dec i Jacek Ociepski jako członkowie bractwa
- Grażyna Pujszo jako kobieta na zdjęciu
- Andrzej Precigs jako głos